# Arondismentul Cayenne
Arondismentul Cayenne (în franceză Arrondissement de Cayenne) este un arondisment din Guyana Franceză, Franța.

## Subdiviziuni

### Cantoane
- Cantonul Approuague-Kaw
- Cantonul Cayenne-Centre
- Cantonul Cayenne-Nord-Est
- Cantonul Cayenne-Nord-Ouest
- Cantonul Cayenne-Sud
- Cantonul Cayenne-Sud-Est
- Cantonul Cayenne-Sud-Ouest
- Cantonul Iracoubo
- Cantonul Kourou
- Cantonul Macouria
- Cantonul Matoury
- Cantonul Montsinéry-Tonnegrande
- Cantonul Rémire-Montjoly
- Cantonul Roura
- Cantonul Saint-Georges-de-l'Oyapock
- Cantonul Sinnamary

### Comune
| 1. Camopi (97356)          | 2. Cayena (97302)     | 3. Iracoubo (97303)               | 4. Kourou (97304)         |
| 5. Macouria (97305)        | 6. Matoury (97307)    | 7. Montsinéry-Tonnegrande (97313) | 8. Ouanary (97314)        |
| 9. Remire-Montjoly (97309) | 10. Roura (97310)     | 11. Régina (97301)                | 12. Saint-Georges (97308) |
| 13. Saint-Élie (97358)     | 14. Sinnamary (97312) |                                   |                           |